# Contres (Loir-et-Cher)
Contres foi uma comuna francesa na região administrativa do Centro, no departamento de Loir-et-Cher. Estendia-se por uma área de 36,09 km². Em 2010 a comuna tinha 6 940 habitantes (densidade: 192,3 hab./km²).
Em 1 de janeiro de 2019, passou a formar parte da comuna de Le Controis-en-Sologne.